# Муровдаг
Муровдаг (азер. Murovdağ; јерм. Մռավի լեռնաշղթա) је планина у планинском систему Малог Кавказа у Азербејџану. Дужина планине је око 70 км а ширина 10 км. Највиши врх је Гамиш висине 3.724 м. 
Планина је изграђена од седиментних и вулканских стена јурске, кретацејске и палеогене старости. Стране су веома стрме и испресецане дубоким клисурама. Јужно од планине простире се пространа Карабашка висораван. У северном делу планине налазе се многобројна и живописна планинска језера од којих је највеће језеро Гојгол које је формирано након великог земљотреса 1139. када су стене са околних брда преградиле корито реке Агсу и формирале језерце.
Почетком 1990-их Муровдаг је постао линија разграничења између Азербејџана (северно) и непризнате републике Нагорно-Карабах (јужно) на чијој територији се налази и највиши врх Гамиш.
Доминирају четинарске шуме (јела и смрча) и планински пашњаци. Подручје је традиционални сточарски крај.

## Галерија
- widths="200px"